# Femi Osofisan

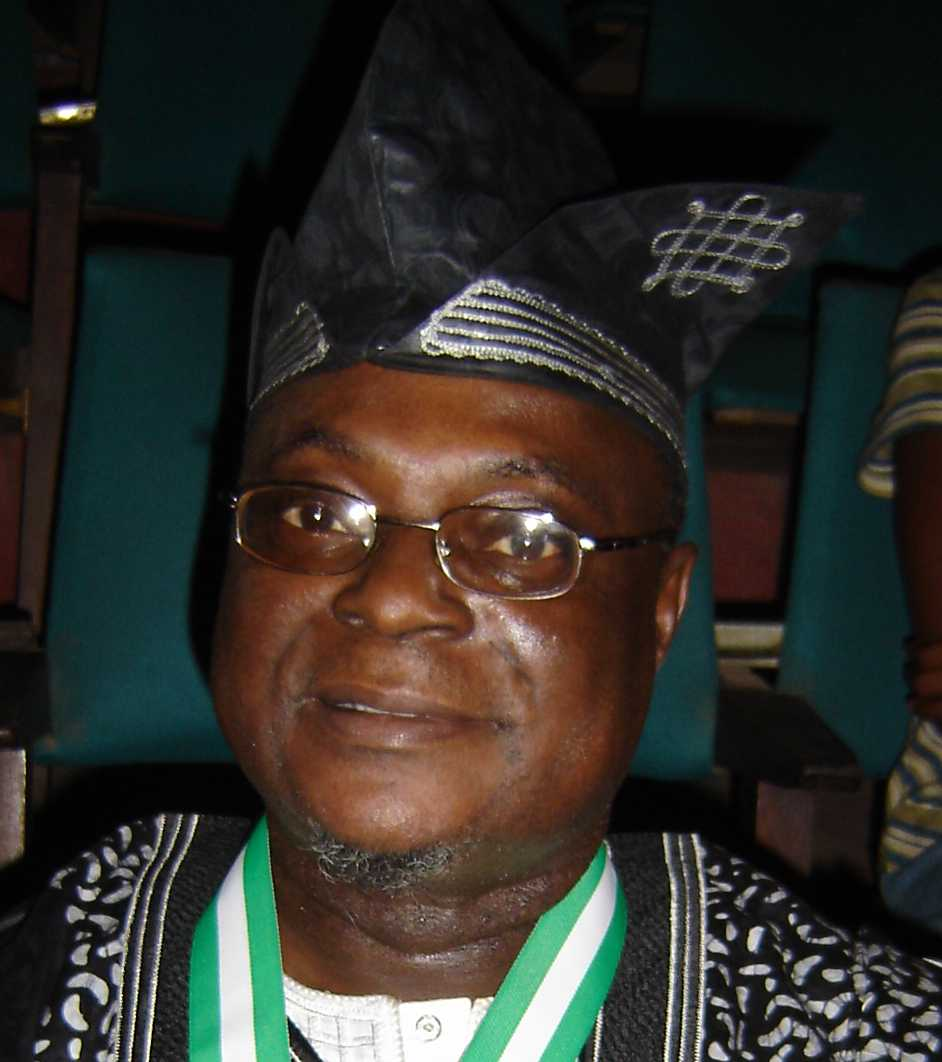
Femi Osofisan, 2005

Babafemi Adeyemi Osofisan (geboren 16. Juni 1946 in Erunwon, Ogun) ist ein nigerianischer Schriftsteller. Er wurde vor allem für seine Theaterstücke international bekannt.

## Leben
Femi Osofisan besuchte von 1959 bis 1965 das Government College in Ibadan. Danach studierte er in Ibadan, Dakar und Paris französische Sprache und Literatur. An der Universität von Ibadan gründete er zusammen mit Niyi Osundare und Kole Omotoso einen marxistischen Zirkel mit dem Ziel, die nigerianische Literatur zu erneuern. Er forderte, dass sich die Schriftsteller direkt an die Massen wenden, und wählte deshalb nach Anfängen in Prosa und Lyrik das Theater. Seine Theaterstücke gehören heute zu den meistaufgeführten in Nigeria.
Ab 1973 und wieder seit 2004 ist Osofisan Professor für Literaturwissenschaft an der Universität Ibadan. 1988 wurde er Präsident des nigerianischen Schriftstellerverbandes ANA. Für seinen Gedichtband Minted Coins erhielt er den Lyrikpreis der ANA.
Er übertrug Aimé Césaire ins Englische und Wole Soyinka ins Yoruba und schreibt regelmäßig als Journalist für Zeitungen und Zeitschriften.

## Werke (Auswahl)
- Kolera Kolej (1975, Roman)
- Somewhere in a War Period (1975, Kurzgeschichten)
- A Restless Run of Locusts (1975, Theaterstück)
- Kijipa Ekun (1976, Kurzgeschichten)
- Chattering and the Song (1976, Theaterstück)
- Once Upon Four Robbers (1977, Theaterstück)
- Morontodoun (1978, Theaterstück)
- Who's Afraid of Tai Solarin (1978, Theaterstück)
- Midnight Hotel (1985, Komödie)
- Esu an the Vagabond Minstrels (1986, Komödie)
- Another Raft (1988, Theaterstück)
- Aringidin and the Nightwatchmen (1992, Theaterstück)
- The Album of the Midnight Blackout (1994, Theaterstücke)
- The Oriki of A Grasshopper and Other Plays (1995, Theaterstücke)
- One Legend, Many Seasons (1996, Theaterstücke)